# Navia acaulis
Espèce
Classification phylogénétique
Navia acaulis est une espèce de plantes à fleurs de la famille des Bromeliaceae, endémique de Colombie.